# Димінський Йосип Андрійович
Йо́сип Андрі́йович Димі́нський (* 1853, село Гаврилівці, нині Кам'янець-Подільського району Хмельницької області — † 6 лютого (18 лютого за новим стилем) 1893, містечко Лисянка, нині смт Черкаської області) — український фольклорист, етнограф. Син А. І. Димінського. Димінському належать цінні фольклорно-етнографічні записи, які частково використали А. Кримський та інші. Автор віршів українською, російською і польською мовами.

## Біографія
Йосип Андрійович Димінський народився 1853 року в селі Гаврилівці на Поділлі (нині Кам'янець-Подільського району Хмельницької області). Рік народження 1857, який трапляється у довідковій літратурі, зокрема в «УРЕ», за твердженням М. Лубка, є невірним. Йосип був другою дитиною (з дев'яти) у сім'ї українського фольклориста та етнографа Андрія Димінського, який працював волосним писарем. Мати Марія Димінська (уроджена Хобржинська) — полька.
1863 року Димінські переїхали в село Струга Ушицького повіту (нині Новоушицького району Хмельницької області). Тут Йосип здобув початкову освіту.
1872 року Йосип вступив до Київської учительської семінарії. Андрій Димінський, будучи знайомим із відомим істориком, професором Київського університету Володимиром Антоновичем, просив його клопотатись, щоб синові встановили стипендію. Невідомо з якої причини, але професор не виконав прохання, тож Йосипу довелося навчатися за власний кошт.
Через брак коштів Йосип Димінський повного курсу навчання не закінчив і змушений був залишити семінарію. Одержав свідоцтво, яке дозволяло йому виконувати обов'язки вчителя. Димінського направили в народне училище в село Шукайвода Уманьського повіту (нині Христинівського району Черкаської області). Там він пропрацював близько трьох років. У березні 1876 року Йосипа Димінського перевели до містечка Лисянка (нині смт Черкаської області).
1882 року Йосип Димінський одружився з Олімпіадою Іванівною Марковською — донькою священика. Вінчання Димінського та Марковської відбулося 4 червня 1882 року в Чигиринській церкві.
В грудні 1885 року Й. А. Димінський за педагогічну діяльність був нагороджений срібною медаллю з написом «За усердие» («За старанність») на Олександрівській стрічці.
Окрім педагогічної діяльності також допомагав хворим людям. Онука Йосипа Димінського Євгенія Андріївна Димінська-Новицька переповіла спогади своєї матері Людмили Йосипівни: «Коли спалахнула епідемія тифу, Йосип Андрійович цілком віддався порятунку людей від страшної хвороби. Не маючи засобів для пересування, він ходив з Лисянки в навколишні села у всяку погоду, лікуючи хворих. Одного разу, повертаючись вночі, він упав у яму і пробув у ній до самого ранку, поки люди не допомогли йому вибратись. Тоді він дуже застудився. І, може, все й минулося б, та, на лихо, і сам заразився тифом».
Помер Йосип Димінський 6 лютого (18 лютого за новим стилем) 1893 року. Олімпіада Іванівна Димінська писала до свекра в Стругу: «Мій незабутній, добрий і дорогий друг наказав нам усім довго жити, тифу не виніс. Два тижні лікували, всі засоби вживали і ніщо не допомогло, і 6-го числа о 10 годині ночі він помер. … 7-го надвечір його хоронили два священники, і вся Лисянка, народ увесь з плачем проводжав його!»

## Виноски
1. 1 2  Лубко М. П.. Вчитель, лікар, народознавець… // Науково-практична конференція «Історія Лисянщини та розвиток краєзнавства в краї» (4—5 вересня 1998 року) [Архівовано 7 вересня 2004 у Wayback Machine.].
2. ↑   Димінський Йосип Андрійович. // Українська радянська енциклопедія : у 12 т. / гол. ред. М. П. Бажан ; редкол.: О. К. Антонов та ін. — 2-ге вид. — К. : Головна редакція УРЕ, 1974–1985.

| українська персоналія | Це незавершена стаття про особу, що має стосунок до України. Ви можете допомогти проєкту, виправивши або дописавши її. |